# Great North Run

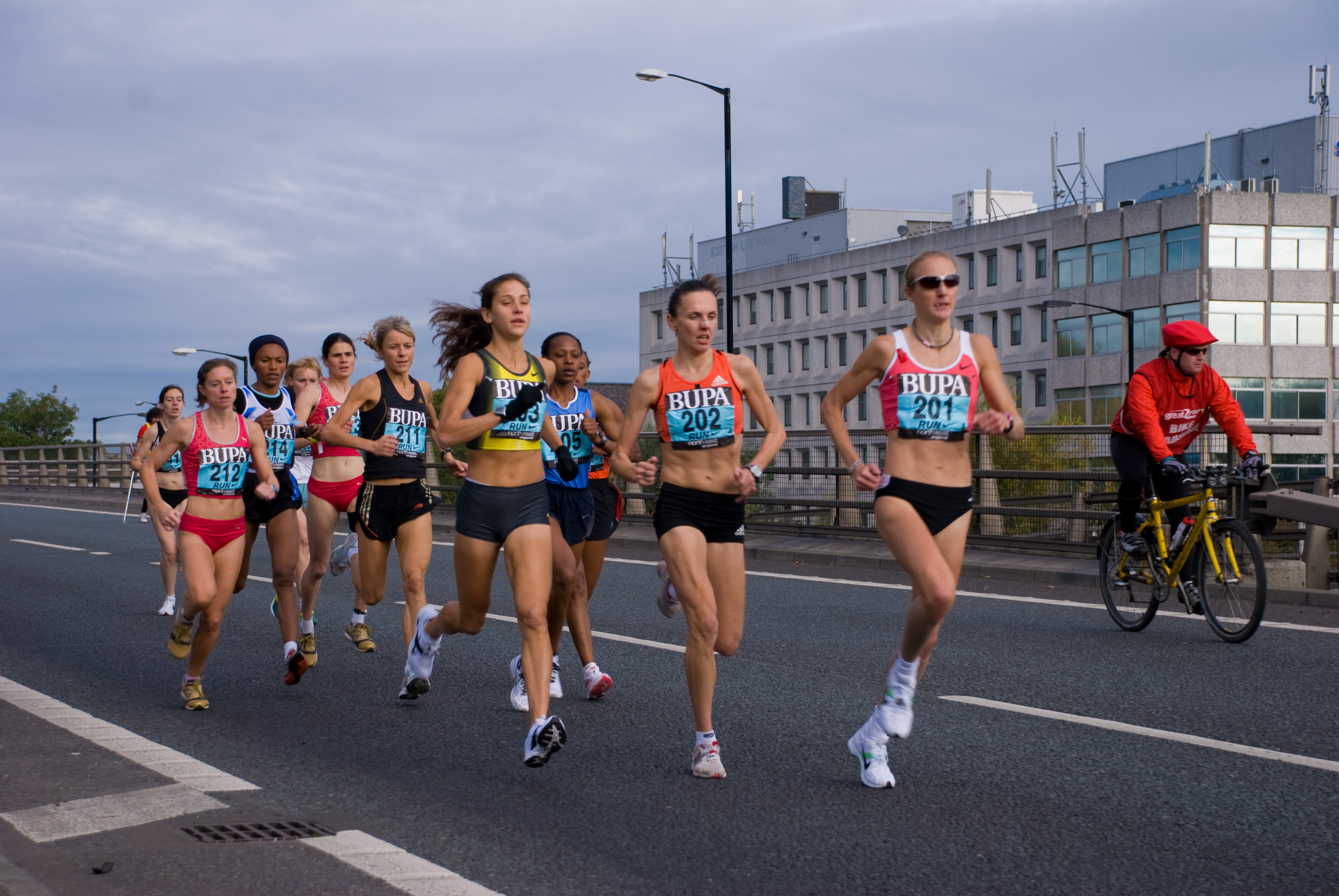
Kopgroep van de damesrace van 2007 met o.a. Paula Radcliffe, Kara Goucher, Aniko Kalovics, Hayley Yelling, Tracey Morris, Jane Mula en Birhane Dagne.

De Great North Run is een hardloopevenement in het noordoosten van Engeland, dat sinds 1981 jaarlijks wordt gehouden. De hoofdafstand is een halve marathon (21,1 km). De Keniaan Benson Masya won viermaal deze wedstrijd. 
In 1992 werd op deze wedstrijd het wereldkampioenschap halve marathon gehouden.
Met een gemiddelde tijd van 59.19 over de snelste tien finishtijden ooit gelopen bij deze wedstrijd behoort dit evenement tot de snelste halve marathons wereldwijd. Daarbij dient wel de kanttekening te worden geplaatst dat het parcours een gunstig hoogteverschil kent. 

## Parcours
Het parcours loopt van Newcastle naar South Shields en loopt in totaal 30,5 m afwaarts. Doordat het parcours één richting opgaat en het hoogteverschil tussen start en finish het maximaal toegestane verschil van één meter per kilometer overschrijdt, komen de gelopen tijden niet in aanmerking voor officiële records. 

## Parcoursrecords
- Mannen: 58.56 - Martin Mathathi  Kenia (2011)
- Vrouwen: 1:04.28 - Brigid Kosgei  Kenia (2019)

## Uitslagen
| Editie | Jaar              | Snelste man          | Land        | Tijd    | Snelste vrouw      | Land                | Tijd    |
| ------ | ----------------- | -------------------- | ----------- | ------- | ------------------ | ------------------- | ------- |
| 39     | 8 september 2019  | Mo Farah             | Engeland    | 59.07   | Brigid Kosgei      | Kenia               | 1:04.28 |
| 38     | 9 september 2018  | Mo Farah             | Engeland    | 59.27   | Vivian Cheruiyot   | Kenia               | 1:07.44 |
| 37     | 10 september 2017 | Mo Farah             | Engeland    | 1:00.06 | Mary Keitany       | Kenia               | 1:05.59 |
| 36     | 11 september 2016 | Mo Farah             | Engeland    | 1:00.04 | Vivian Cheruiyot   | Kenia               | 1:07.54 |
| 35     | 13 september 2015 | Mo Farah             | Engeland    | 59.22   | Mary Keitany       | Kenia               | 1:07.32 |
| 34     | 7 september 2014  | Mo Farah             | Engeland    | 1:00.00 | Mary Keitany       | Kenia               | 1:05.39 |
| 33     | 15 september 2013 | Kenenisa Bekele      | Ethiopië    | 1:00.09 | Priscah Jeptoo     | Kenia               | 1:05.45 |
| 32     | 16 september 2012 | Wilson Kipsang       | Kenia       | 59.06   | Tirunesh Dibaba    | Ethiopië            | 1:07.35 |
| 31     | 18 september 2011 | Martin Mathathi      | Kenia       | 58.56   | Lucy Wangui        | Kenia               | 1:07.06 |
| 30     | 19 september 2010 | Haile Gebreselasie   | Ethiopië    | 59.33   | Berhane Adere      | Ethiopië            | 1:08.49 |
| 29     | 20 september 2009 | Martin Lel           | Kenia       | 59.32   | Jéssica Augusto    | Portugal            | 1:09.08 |
| 28     | 5 oktober 2008    | Kebede Tekeste       | Ethiopië    | 59.45   | Gete Wami          | Ethiopië            | 1:08.51 |
| 27     | 30 september 2007 | Martin Lel           | Kenia       | 1:00.08 | Kara Goucher       | Verenigde Staten    | 1:06.57 |
| 26     | 1 oktober 2006    | Hendrick Ramaala     | Zuid-Afrika | 1:01.03 | Berhane Adere      | Ethiopië            | 1:10.03 |
| 25     | 18 september 2005 | Zersenay Tadese      | Eritrea     | 59.05   | Derartu Tulu       | Ethiopië            | 1:07.33 |
| 24     | 26 september 2004 | Dejene Birhanu       | Ethiopië    | 59.37   | Benita Johnson     | Australië           | 1:07.55 |
| 23     | 21 september 2003 | Hendrick Ramaala     | Zuid-Afrika | 1:00.01 | Paula Radcliffe    | Engeland            | 1:05.39 |
| 22     | 6 oktober 2002    | Paul Malakwen Kosgei | Kenia       | 59.58   | Sonia O'Sullivan   | Ierland             | 1:07.19 |
| 21     | 16 september 2001 | Paul Tergat          | Kenia       | 1:00.30 | Susan Chepkemei    | Kenia               | 1:08.40 |
| 20     | 22 oktober 2000   | Faustin Baha         | Tanzania    | 1:01.57 | Paula Radcliffe    | Engeland            | 1:07.07 |
| 19     | 10 oktober 1999   | John Mutai           | Kenia       | 1:00.52 | Joyce Chepchumba   | Kenia               | 1:09.07 |
| 18     | 4 oktober 1998    | Josia Thugwane       | Zuid-Afrika | 1:02.32 | Sonia O'Sullivan   | Ierland             | 1:11.50 |
| 17     | 14 september 1997 | Hendrick Ramaala     | Zuid-Afrika | 1:00.25 | Lucia Subano       | Kenia               | 1:09.24 |
| 16     | 15 september 1996 | Benson Masya         | Kenia       | 1:01.43 | Liz McColgan       | Verenigd Koninkrijk | 1:10.28 |
| 15     | 17 september 1995 | Moses Tanui          | Kenia       | 1:00.39 | Liz McColgan       | Verenigd Koninkrijk | 1:11.42 |
| 14     | 18 september 1994 | Benson Masya         | Kenia       | 1:00.02 | Rosanna Munerotto  | Italië              | 1:11.29 |
| 13     | 19 september 1993 | Moses Tanui          | Kenia       | 1:00.15 | Tegla Loroupe      | Kenia               | 1:12.55 |
| 12     | 20 september 1992 | Benson Masya         | Kenia       | 1:00.24 | Liz McColgan       | Verenigd Koninkrijk | 1:08.53 |
| 11     | 15 september 1991 | Benson Masya         | Kenia       | 1:01.28 | Ingrid Kristiansen | Noorwegen           | 1:10.57 |
| 10     | 16 september 1990 | Steve Moneghetti     | Australië   | 1:00.34 | Rosa Mota          | Portugal            | 1:09.33 |
| 9      | 18 juni 1989      | El-Mostafa Nechchadi | Marokko     | 1:02.39 | Lisa Ondieki       | Australië           | 1:10.55 |
| 8      | 24 juli 1988      | John Treacy          | Ierland     | 1:01.00 | Grete Waitz        | Noorwegen           | 1:08.49 |
| 7      | 21 juni 1987      | Robert de Castella   | Australië   | 1:02.04 | Lisa Ondieki       | Australië           | 1:09.47 |
| 6      | 8 juni 1986       | Mike Musyoki         | Kenia       | 1:00.43 | Lisa Ondieki       | Australië           | 1:09.39 |
| 5      | 30 juni 1985      | Stephen Kenyon       | Engeland    | 1:02.44 | Rosa Mota          | Portugal            | 1:09.54 |
| 4      | 17 juni 1984      | Oyvind Dahl          | Noorwegen   | 1:04.36 | Grete Waitz        | Noorwegen           | 1:10.27 |
| 3      | 19 juni 1983      | Carlos Lopes         | Portugal    | 1:02.46 | Julie Barleycorn   | Engeland            | 1:16.39 |
| 2      | 27 juni 1982      | Mike McLeod          | Engeland    | 1:02.44 | Margaret Lockley   | Verenigd Koninkrijk | 1:19.24 |
| 1      | 28 juni 1981      | Mike McLeod          | Engeland    | 1:03.23 | Karen Holdsworth   | Engeland            | 1:17.36 |